# Myrianida brachycephala
Myrianida brachycephala är en ringmaskart som först beskrevs av Marenzeller 1874.  Myrianida brachycephala ingår i släktet Myrianida och familjen Syllidae. Arten är reproducerande i Sverige. Inga underarter finns listade i Catalogue of Life.